# Postăvaru
Le Postăvaru est un massif de montagnes de Roumanie, partie intégrante des Carpates orientales. Il domine, entre autres, la station de sports d'hiver de Predeal.

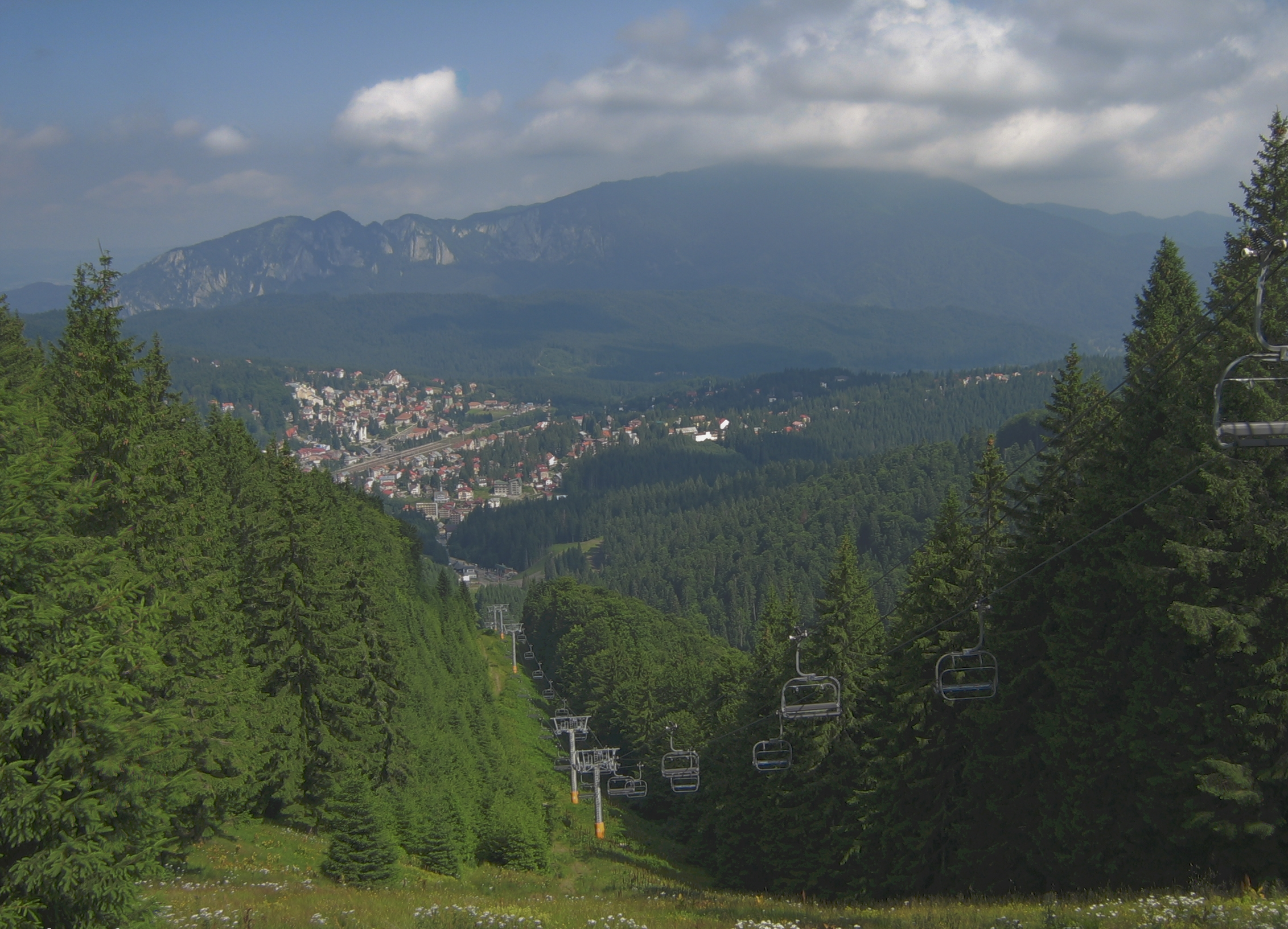
Predeal et le Vârful Postăvarul